# Tihomir Baltić
Tihomir Baltić (* 1. April 1976 in Sisak) ist ein kroatischer Handballtrainer. Als aktiver Handballspieler wurde er auf Linksaußen und auf Rückraum Mitte eingesetzt.

## Spielerlaufbahn

### Verein
Baltić lernte das Handballspielen beim RK Siscia Sisak. Ab 1997 lief er für den RK Zagreb auf, mit dem er 1998 und 1999 die kroatische Premijer Liga und den kroatischen Pokal gewann. In der EHF Champions League erreichte er mit Zagreb 1998 und 1999 die Finalspiele, in denen man jeweils dem FC Barcelona unterlag. Mit dem RK Metković erreichte er im EHF-Pokal 2000/01 ebenfalls die Endrunde, in der man sich dem SC Magdeburg geschlagen geben musste. Dafür gewann er 2001 erneut den kroatischen Pokal. Die folgende Spielzeit lief er in Slowenien für den RK Trimo Trebnje auf. Im November 2002 wechselte er nach Portugal zu Belenenses Lissabon. Nach einer weiteren Saison beim RK Metković schloss er sich dem RK Čakovec an. Im Jahr 2009 kehrte er zum RK Siscia Sisak zurück. Seine Laufbahn beendete er nach der Saison 2013/14 beim RK Spačva Vinkovci.

### Nationalmannschaft
Mit der kroatischen Nationalmannschaft belegte Baltić bei der Europameisterschaft 1998 den achten Platz. Bei den Mittelmeerspielen 2001 gewann er mit der Auswahl die Goldmedaille. Bei der Europameisterschaft 2002 erreichte man den 20. Platz.

## Trainerlaufbahn
Baltić war zunächst Spielerentwickler beim norwegischen Verein ØIF Arendal. Später übernahm er als Trainer Kristiansand, Storhamar Håndball und seit 2021 Ørsta IL.